# Hexaborane(12)
L'hexaborane(12), ou arachno-hexaborane(12), est un hydrure de bore de formule chimique B2H12. C'est un composé distinct de l'hexaborane B6H10. Il s'agit d'un liquide incolore facilement hydrolysable et inflammable. On le prépare généralement à partir de l'anion [B5H8]−, base conjuguée du pentaborane :
LiB5H8 + 1⁄2 B2H6 → LiB6H11 ;
LiB6H11 + HCl → B6H12 + LiCl.